# Llanedeyrn
Llanedeyrn är en community i Cardiff i Wales. Llanedeyrn community bildades den 1 december 2016 genom en utbrytning från Pentwyn civil parish.